# Maria Teresia av Österrike-Este (1849–1919)

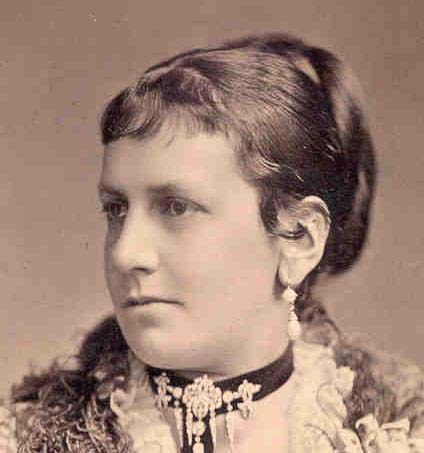
Maria Teresia av Habsburg-Este på 1870-talet.

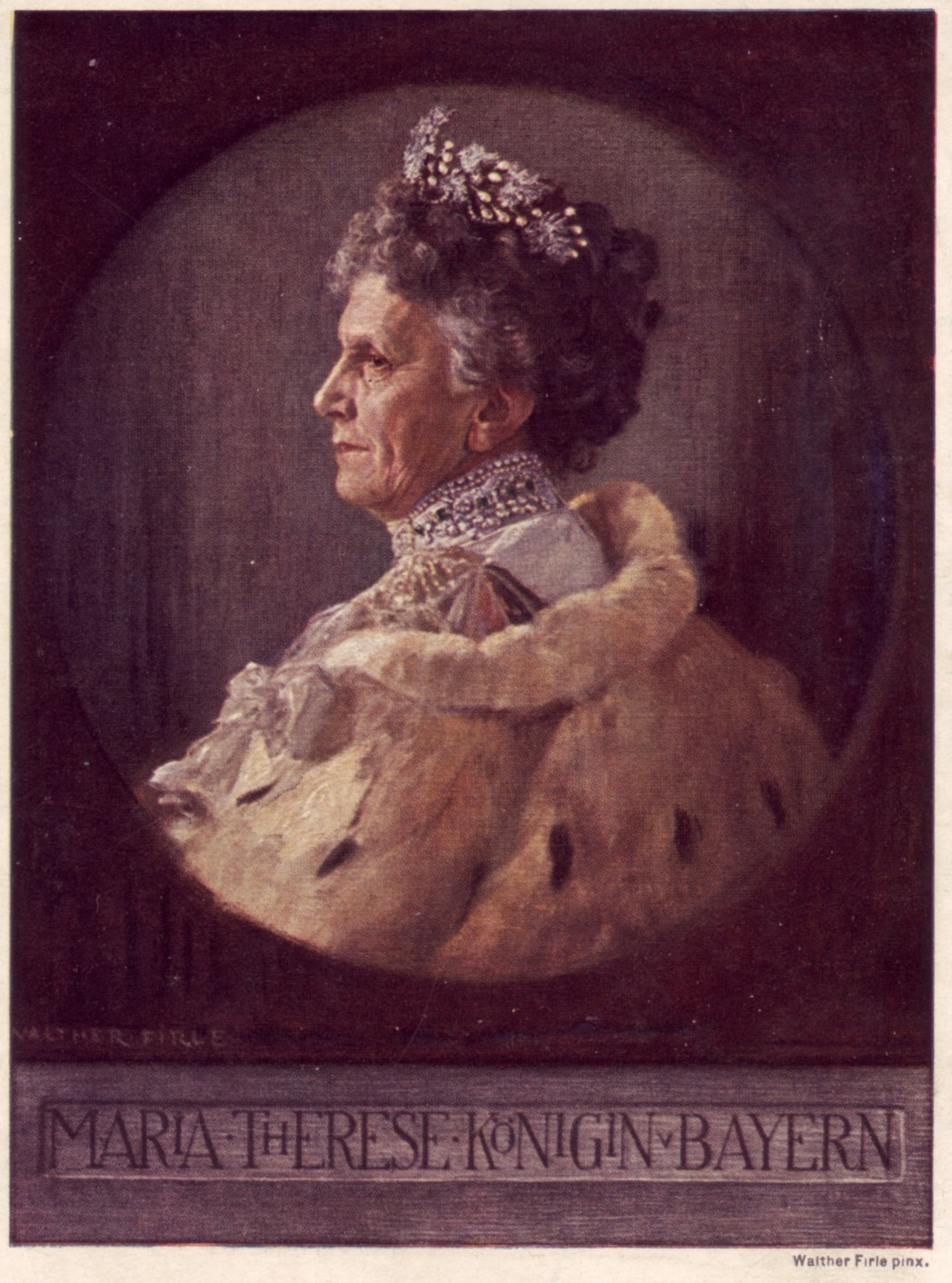
Maria Teresia som bayersk drottning.

Maria Teresia, ärkehertiginna av Österrike-Este, född den 2 juli 1849 i Brünn, död den 3 februari 1919 på slottet Wildenwart i Bayern, var drottning av Bayern och jakobitisk tronpretendent.

## Biografi

### Tidigt liv
Hon var dotter till ärkehertig Ferdinand Karl av Österrike-Este och hans hustru Elisabeth Franziska av Österrike-Ungern; när Maria Theresia var mindre än sex månader gammal dog hennes far av tyfoidfeber. Maria Teresias mor gifte några år senare om sig med sin kusin, ärkehertig Karl Ferdinand, och Maria Teresia fick flera halvsyskon, bland andra den senare spanska drottningen Maria Kristina av Österrike, gift med Alfons XII av Spanien.

### Giftermål
Den 20 februari 1868 gifte sig Maria Teresia med blivande Ludvig III av Bayern i Wien. De hade blivit förälskade under ett av Ludvigs besök i Österrike 1867 och beslutat att gifta sig, trots kejsar Frans Josefs missnöje - han hade önskat att hon gifte sig med storhertig Ferdinand IV av Toscana. Tillsammans fick de inte mindre än tretton barn, däribland kronprins Rupprecht och Marie, hertiginna av Kalabrien. 

### Drottning
Maria Teresia blev Bayerns drottning 1913. Hon var den första katolskfödda drottningen sedan Bayern blev ett kungadöme 1806. Under första världskriget deltog hon i krigspropagandan och uppmanade kvinnorna att delta i krigsansträngningarna med hänvisning till mytologiska hjältinnor. Hon hade starka patriotiska och pro-habsburgska åsikter. Till följd av monarkins fall i Tyskland tvingades hennes make Ludvig III abdikera 1918. Maria Teresia avled på slottet Wildenwart i Bayern och begravdes i München.

## Jakobitiska anspråk
Maria Teresias farbror var Frans V, hertig av Modena, som av sin mor, Maria Teresias farmor Maria Beatrice av Savojen, ärvt de jakobitiska anspråken på Storbritanniens tron. När Frans dog 1875 hade han inga barn; eftersom Maria Teresia var hans ende brors enda barn ärvde hon hans anspråk på Englands och Skottlands kronor. 
Som jakobiternas rättmätiga brittiska drottning kallades hon Maria III (engelska Mary III) - många jakobiter ansåg dock att hon borde heta Maria III av Skottland, men Maria IV (engelska Mary IV) av England, eftersom de hävdade att Maria Stuart av Skottland borde ha varit den rättmätiga efterträdaren till Maria I av England (och således hetat Maria I av Skottland och Maria II av England). 
När Maria Teresia dog 1919 ärvdes hennes tronanspråk av hennes äldste son, Rupprecht.